# Camilo Mori
Camilo Mori Serrano, né le 24 septembre 1896 à Valparaíso et mort le 7 décembre 1973 à Santiago, est un peintre chilien, fondateur du Grupo Montparnasse.

## Biographie

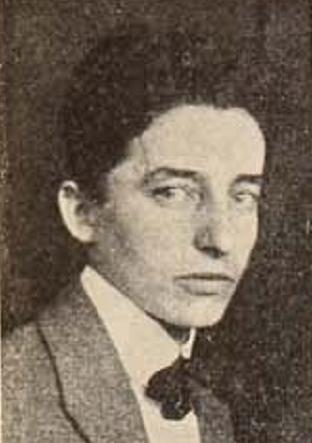
Camilo Mori en 1915.

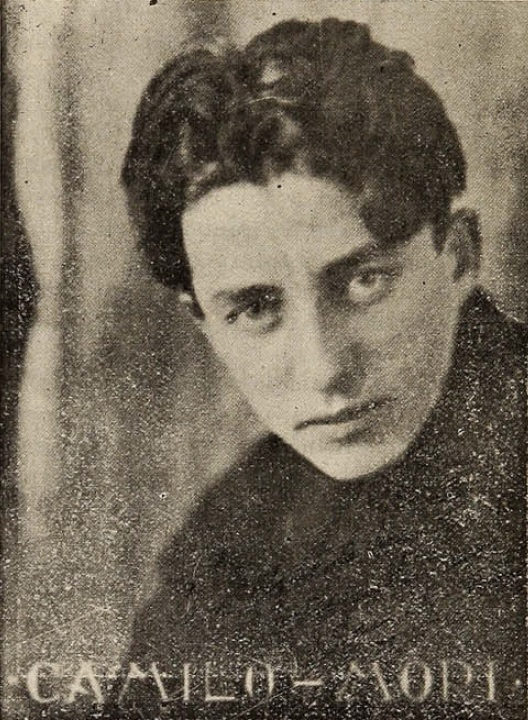
Camilo Mori en 1919.

Camilo Mori étudie au Liceo Eduardo de la Barra à Valparaíso, puis entre en 1914 à l'école des beaux-arts de l'université du Chili, où il reçoit l'enseignement de peintres de l'envergure de Juan Francisco González et d'Alberto Valenzuela Llanos (en). Dans cette première étape, son travail est principalement influencé par l'enseignement du peintre espagnol aux multiples facettes Fernando Álvarez de Sotomayor y Zaragoza, qui dirige l'École et l'initie à la technique de Goya et de Velázquez.
Vers 1918, il a une liaison avec Maruja Vargas (1901-2005), fille d'un général d'armée et préfet de police de Valparaíso, qui vit dans le luxueux Palacio Polanco. Cette relation sentimentale, à laquelle le père de Maruja s'oppose farouchement, donne naissance au tableau La viajera, l'une des œuvres les plus marquantes de l'artiste.
Deux ans plus tard, il se rend en France et rejoint la scène artistique du quartier du Montparnasse à Paris. Pendant ses études dans les écoles libres organisées dans cette ville, il rencontre et se lie d'amitié avec Juan Gris et Pablo Picasso. Mais c'est sa rencontre avec l'œuvre de Paul Cézanne qui finalement influence le plus ses idées sur la peinture.
Il retourne au Chili en 1923 et participe à l'organisation du Grupo Montparnasse, un collectif composé de Luis Vargas Rosas, Henriette Petit, Manuel Ortiz de Zárate et José Perotti. Ils s'unissent autour des innovations de l'avant-garde européenne (notamment le postimpressionnisme et le fauvisme) et connaissent le même rejet du "romantisme criollo" en vogue au Chili. C'est au cours de cette période que Camilo Mori produit ses œuvres les plus connues.
En 1928, Camilo Mori, qui était jusqu'à l'année suivante directeur du Musée des Beaux-Arts, joue un rôle important dans la formation de ce que l'on appelle la "génération 28", lorsqu'il est chargé par le gouvernement de sélectionner les 26 étudiants en art les plus remarquables qui iraient étudier à Paris pendant cinq ans. Cette mesure est une façon de compenser la fermeture de l'École des Beaux-Arts.
Il s'installe aux États-Unis en 1937 pour réaliser une peinture murale pour le pavillon chilien de l'Exposition universelle de New York 1939-1940. À cette époque, il se consacre intensément à la conception d'affiches, pour lesquelles il remporte des prix internationaux. Il fonde l'association chilienne des dessinateurs d'affiches.
Avec les artistes Gregorio de la Fuente, Mireya Lafuente et Carlos Sotomayor, il crée le groupe artistique Escafandra.
Pour sa contribution à la peinture chilienne, il reçoit le prix national d'art 1950, qui a été précédé d'un grand débat public sur la procédure de sélection des lauréats. Camilo Mori est le premier lauréat du Prix national à être choisi par un jury considéré comme démocratique et représentatif, dirigé par Juvenal Hernández.
Dans ses dernières années, il s'oriente vers l'impressionnisme abstrait. Il produit même des peintures non-objectives et des œuvres pop-art dans les années 1970.
Il passe de longs étés à El Quisco.